# Арчизате
Арчизате (італ. Arcisate, п'єм. Arcisate) — муніципалітет в Італії, у регіоні Ломбардія, провінція Варезе.
Арчизате розташоване на відстані близько 530 км на північний захід від Рима, 55 км на північний захід від Мілана, 7 км на північний схід від Варезе.
Населення — 9967 осіб (2014).
Щорічний фестиваль відбувається 8 травня. Покровитель — святий Віктор.

## Демографія
Населення за роками:

Станом на 1 січня 2023 року в муніципалітеті офіційно проживало 579 іноземців з 59 країн, серед них 57 громадян країн Євросоюзу та 52 громадяни України.

## Сусідні муніципалітети
- Бізускьо
- Кантелло
- Куассо-аль-Монте
- Індуно-Олона
- Вальганна
- Варезе
- Віджу